# Miguel Ángel Clemente Solano
Miguel Ángel Clemente Solano (nascido em 19 de dezembro de 1969) é um ciclista paralímpico espanhol.

## Vida pessoal
Natural de Múrcia, Miguel tem deficiência visual. Em 2013, foi agraciado com a medalha de bronze da Real Ordem ao Mérito Esportivo.

## Ciclismo
Participou, representando a Espanha, dos Jogos Paralímpicos de Atenas 2004. Ao competir com o ciclista guia Diego Javier Muñoz em Londres 2012, conquistou a medalha de bronze na prova masculina de perseguição por equipes para deficientes visuais.